# 猪洞河
猪洞河，也作猪拱河，位于中国山东省平度市东北部，是小沽河右岸支流，发源于平度与莱州交界处的大泽山南麓，东南流经大田镇、尹府水库和云山镇，于小河子村入小沽河。全长37.5公里，流域面积299.8平方公里。